# 汪克明
汪克明（1906年—1994年1月17日），男，湖北省阳新县白沙镇人，1928年加入中国共产党，次年参加中国工农红军。中国人民解放军将领、中国人民解放军开国少将。
曾任中国人民志愿军19兵团干部部部长。1955年，授予中国人民解放军少将。荣获二级八一勋章、二级独立自由勋章、一级解放勋章。1988年7月被中央军委授予中国人民解放军一级红星功勋荣誉章。
1994年1月17日因病逝世，终年88岁。